# Аль-Бахра, Хади
Хади аль-Бахра (араб. هادي البحرة‎; род. 1959, Дамаск, ОАР) — сирийский политик, глава НКСРОС (2014—2015, 2023—2025).

## Биография

### Личная информация
Родился в 1959 году в Дамаске. Аль-Бахра имеет степень бакалавра в области промышленной инженерии в уичитском университете США. Имеет знания в коммукационных технологиях.

### Карьера
До начала гражданской войны в Сирии, аль-Бахра провел большую часть своей взрослой жизни в Саудовской Аравии. С 1983 по 1989 год он занимал должность исполнительного директора больницы общего профиля «Эрфан» и «Багедо» в Джидде. В период с 1989 по 2003 год он был генеральным директором Horizon of Commercial Development Co, затем с 2003 по 2005 год генеральным директором Horizon International Exhibitions, компании, работающей в свободной зоне в Дамаске, Сирия, а затем генеральным директором Techno Media с 2005 по 2011 год. Аль-Бахра обладает обширным опытом в области систем связи, информационных технологий, систем интерактивного отображения информации, а также в организации конференций и других мероприятий.

### Гражданская война в Сирии
Аль-Бахра использовал свой опыт в области коммуникационных технологий для поддержки тогдашней сирийской оппозиции, участвуя в создании групп поддержки для координации взаимодействия между сирийскими активистами и региональными и международными СМИ. Он работал с оппозицией внутри Сирии, помогая средствам массовой информации, оказывая гуманитарную помощь и освещая политическую сторону протестов.
Аль-Бахра присоединился к Сирийской национальной коалиции в ходе расширения, которое состоялось 31 мая 2013 года. Затем он был избран генеральным секретарем политического комитета. Коалиция назначила его главным переговорщиком своей делегации на конференции Женева 2. 9 июля 2014 года аль-Бахра был избран президентом НКСРОС на выборах главы коалиции в Стамбуле, набрав 62 голоса, победив своего ближайшего соперника Муаффака Нирабию, который получил 41 голос. Он занимал эту должность до января 2015 года. С 2019 года он был сопредседателем Конституционного комитета Сирии.
В сентябре 2023 года аль-Бахра снова стал президентом коалиции. Syria Direct сообщила, что аль-Бахра был избран по настоянию членов самой НКСРОС, в частности Абдуррахмана Мустафы, премьер-министра временного правительства Сирии. Syria Direct прокомментировала, что избрание аль-Бахры стало признаком того, что оппозиционная коалиция теперь действует в основном как платформа для реализации турецких интересов.
В декабре 2024 года, после падения режима Асада, аль-Бахра призвал к политическому переходу в соответствии с резолюцией 2554 Совета Безопасности ООН, предусматривающей 18 месяцев на восстановление институтов и экономики Сирии, включая шесть месяцев на разработку новой конституции. В конце декабря он переехал в Дамаск.
В январе 2025 года Хади провёл трёхчасовую встречу с новым лидером Сирии Ахмедом аш-Шараа, чтобы обсудить планы на будущее страны. 12 февраля аль-Бахра провёл ещё одну встречу с аш-Шараа и Бадером Джамусом, председателем Сирийской комиссии по переговорам. Было решено, что обе организации будут распущены при новых сирийских властях.